# خدیجه شاو
خدیجه شاو (انگلیسی: Khadija Shaw؛ زادهٔ ۳۱ ژانویهٔ ۱۹۹۷) بازیکن فوتبال اهل جامائیکا است.
وی همچنین در تیم‌های ملی فوتبال Jamaica women's national under-17 football team, Jamaica women's national under-20 football team، و زنان جامائیکا بازی کرده‌است.